# ベルフォード・ロッショ
座標: 南緯22度45分50秒 西経43度23分56秒 / 南緯22.76389度 西経43.39889度

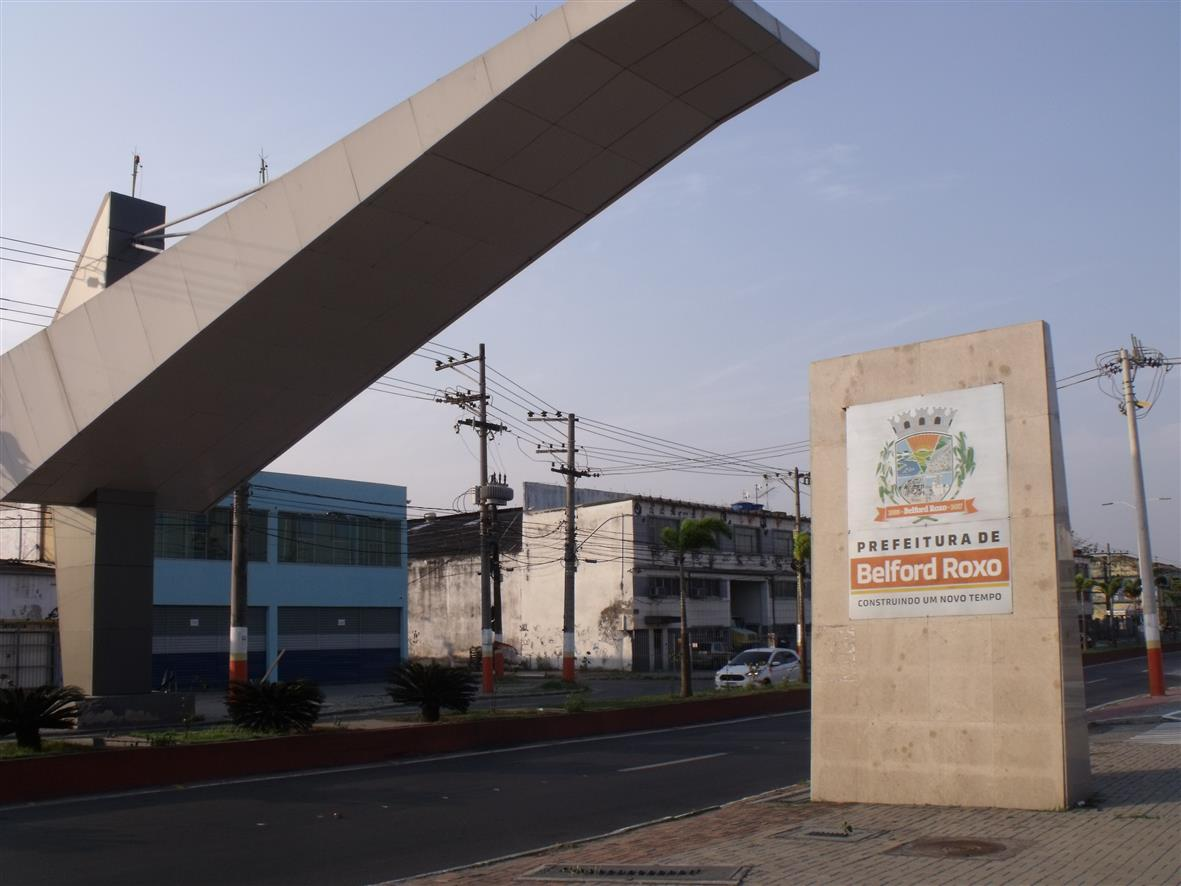
市の入口

ベルフォード・ロッショ（ポルトガル語: Belford Roxo、ポルトガル語発音: [ˈbɛwfɔχ ˈχoʃu]）は、ブラジルのリオデジャネイロ州にある都市。リオデジャネイロ都市圏に含まれる。人口は51万3118人（2020年）で、面積は79km²である。
1990年に市制施行された比較的若い都市であり、低所得世帯の割合が高い。市の名称は、1889年に発生した水不足問題を収束させた建設監督官ライムンド・テイシェイラ・ベルフォル・ロッショに由来する。

## 出身者
- セウ・ジョルジ - 歌手、俳優
- ジェルソン・サントス・ダ・シウヴァ - サッカー選手